# 丈太郎
丈太郎（じょうたろう、2002年〈平成14年〉5月8日 - ）は、日本の俳優。東京都出身。ジャパン・ミュージックエンターテインメント（イー・コンセプト）所属。

## 略歴
2017年、NHK Eテレで放送されていた教養バラエティ番組『Rの法則』R's9期メンバーとしてレギュラー出演。
2022年12月27日から31日放送のTOKYO MXのドラマ『恋活』でテレビドラマ初主演。

## 出演

### テレビドラマ
- 大江戸ロボコン（2017年11月27日、NHK）[5]
- 恋のツキ（2018年7月26日 - 10月12日、テレビ東京） - 三島 役[6]
- 荒ぶる季節の乙女どもよ。第3話（2020年9月23日、毎日放送・TBS） - 須藤百々子の予備校での同級生 役[7]
- こころのフフフ（2021年8月15日、WOWOWプライム） - 太田進 役
- ザ・ハイスクールヒーローズ 第1話・第3話・第4話（2021年7月31日・8月14日・21日、テレビ朝日） - 中村英太 役
- ソロモンの偽証（2021年10月3日 - 11月21日、WOWOW） - 牧村洸 役
- 美しい彼（毎日放送・TBS） - 吉田 役
  - シーズン1 第1話 - 第3話（2021年11月19日 - 12月3日）
  - シーズン2 最終話（2023年3月1日）
- 相棒 Season20 第8話（2021年12月8日、テレビ朝日） - 藤島健司（若い頃）役
- 純愛ディソナンス（2022年7月14日 - 28日・9月8日、フジテレビ） - 高田蓮 役[8]
- 壁サー同人作家の猫屋敷くんは承認欲求をこじらせている 第2話（2022年10月11日、朝日放送テレビ） - 浅井海斗 役
- 恋活（2022年12月27日 - 31日、TOKYO MX） - 主演・池山春樹 役
- リバーサルオーケストラ 第2話（2023年1月18日、日本テレビ） - 益島慎 役
- シガテラ（2023年4月8日 - 6月24日、テレビ東京） - 高井貴男 役[9]
- 最高の教師 1年後、私は生徒に■された（2023年7月15日 - 9月23日、日本テレビ） - 神楽誠 役[10][11]
- お別れホスピタル 第2話（2024年2月10日、NHK総合） - 赤根貴之 役[12]
- 月9 366日 第1話・第3話・第10話・最終話（2024年4月8日・22日・6月10日・17日、フジテレビ） - 佐久間功 役[13]
- 世にも奇妙な物語’24 夏の特別編「友引村」（2024年6月8日、フジテレビ） - 日比野ヤマト 役[14]
- 未来の私にブッかまされる!?（2024年10月7日 - 11月28日、NHK総合） - 濱愛流 役[15]
- ドラマチューズ! ウイングマン（2024年10月23日 - 12月25日、テレビ東京） - 福本智夫 役[16]
- いきなり婚 第10話 - 最終話（2025年3月12日 - 26日 、日本テレビ） - 小柴隆次 役[17]
- 特捜9 final season 第8話（2025年5月28日、テレビ朝日） - 阿久津英司 役[18]

### 配信ドラマ
- 拝啓、大人になる貴方へ（2023年9月23日・30日、Hulu） - 神楽誠 役[19]
- 笑ゥせぇるすまん #8「借りパクの泉」（2025年7月25日、Amazon Prime Video） - 貸作公平 役[20][21]

### 映画
- アイスと雨音（2018年3月3日公開） - 本人 役[22]
- 愛なのに（2022年2月25日公開） - 岡沼正雄 役[23]
- 夢の雫と星の花（2022年3月24日公開） - 小見大地 役[24]
- ケイコ 目を澄ませて（2022年12月16日公開）
- 美しい彼〜special edit version〜（2023年3月10日公開） - 吉田 役

### テレビ番組
- Rの法則（2017年9月 - 2018年4月、NHK Eテレ） - R's9期 レギュラー[4]
- ZIP!（2022年1月11日 - 2022年1月24日、日本テレビ系）

### CM
- NTT西日本「お化け屋敷編」[25]
- はるやま「ワタシたちだけの青春Vlog」

### MV
- Mr.ふぉるて「夢なずむ」